# لويس رودريغيز (لاعب كرة طائرة)
لويس رودريغيز (بالإنجليزية: Luis Rodríguez) (و. 1969  م) هو لاعب كرة طائرة، من بورتوريكو، يلعب كوسط ‏.